# Daniel Becke
Daniel Becke, född den 12 mars 1978 i Erfurt, Tyskland, är en tysk tävlingscyklist som tog OS-guld i lagförföljelsen vid olympiska sommarspelen 2000 i Sydney. 